# Interfob
INTERFOB steht für „INTER–FOrmations Bois“ (franz.) – sinngemäß übersetzt für „Internationale Holz-Ausbildungen“. Die Interfob ist ein jährlich stattfindendes Treffen europäischer Studenten in Fachrichtungen der Forst- und Holzwirtschaft. Die Veranstaltung findet jedes Jahr für fünf Tage (meist in der letzten Oktoberwoche) in einem anderen europäischen Gastland statt und wird selbstständig von den Studierenden der austragenden Hochschule organisiert.

## Idee der Interfob
Die INTERFOB bietet eine Möglichkeit zum Austausch für über 250 Studierende aus zahlreichen Ländern Europas.
Neben dem Knüpfen persönlicher Freundschaften und Kontakte, wird durch das Treffen ein Einblick in Arbeits- und Lebensweisen anderer europäischer Länder erreicht sowie Einblicke in Wissenschaft, Forschung und Praxis der ansässigen Forst- und Holzwirtschaft vermittelt.
Die INTERFOB dauert fünf Tage und bietet Exkursionen zu Betrieben der Forst- und Holzwirtschaft sowie Forschungsanstalten oder Hochschulen. Weitere Programmpunkte sind wissenschaftliche Vorträge, Präsentationen und der kulturelle und persönliche Austausch der Studierenden.
Darüber hinaus spielt auch der Austausch über Studien- und Austauschmöglichkeiten an den anderen Hochschulen eine bedeutende Rolle. Viele der Hochschulen halten Partnerschaften aufrecht, über die z. B. über das Erasmus-Programm ein Studentenaustausch stattfinden und finanziert werden kann.

## Geschichte der Interfob
| Bisherige Austragungsorte der Interfob | Bisherige Austragungsorte der Interfob | Bisherige Austragungsorte der Interfob | Bisherige Austragungsorte der Interfob |
| Nr.                                    | Jahr                                   | Ort                                    | Land                                   |
| -------------------------------------- | -------------------------------------- | -------------------------------------- | -------------------------------------- |
| 1                                      | 1988                                   | Épinal                                 | Frankreich                             |
| 2                                      | 1989                                   | Épinal                                 | Frankreich                             |
| 3                                      | 1990                                   | Biel                                   | Schweiz                                |
| 4                                      | 1991                                   | Graz                                   | Österreich                             |
| 5                                      | 1992                                   | Madrid                                 | Spanien                                |
| 6                                      | 1993                                   | Cluny                                  | Frankreich                             |
| 7                                      | 1994                                   | Rosenheim                              | Deutschland                            |
| 8                                      | 1995                                   | Lissone                                | Italien                                |
| 9                                      | 1996                                   | Épinal                                 | Frankreich                             |
| 10                                     | 1997                                   | Rosenheim                              | Deutschland                            |
| 11                                     | 1998                                   | Biel                                   | Schweiz                                |
| 12                                     | 1999                                   | Madrid                                 | Spanien                                |
| 13                                     | 2000                                   | Cluny                                  | Frankreich                             |
| 14                                     | 2001                                   | Pieksimäkki                            | Finnland                               |
| 15                                     | 2002                                   | Hamburg                                | Deutschland                            |
| 16                                     | 2003                                   | Sopron                                 | Ungarn                                 |
| 17                                     | 2004                                   | Poznań                                 | Polen                                  |
| 18                                     | 2005                                   | Madrid                                 | Spanien                                |
| 19                                     | 2006                                   | Ljubljana                              | Slowenien                              |
| 20                                     | 2007                                   | Épinal                                 | Frankreich                             |
| 21                                     | 2008                                   | Lemgo                                  | Deutschland                            |
| 22                                     | 2009                                   | Poznań                                 | Polen                                  |
| 23                                     | 2010                                   | Nantes                                 | Frankreich                             |
| 24                                     | 2011                                   | Velden                                 | Österreich                             |
| 25                                     | 2012                                   | Melchtal                               | Schweiz                                |
| 26                                     | 2013                                   | Bussang                                | Frankreich                             |
| 27                                     | 2014                                   | Messilä                                | Finnland                               |
| 28                                     | 2015                                   | Eberswalde                             | Deutschland                            |
| 29                                     | 2016                                   | Kalwa                                  | Polen                                  |
| 30                                     | 2017                                   | Zvolen                                 | Slowakei                               |
| 31                                     | 2018                                   | Velden                                 | Österreich                             |
| 32                                     | 2019                                   | Épinal                                 | Frankreich                             |
| 33                                     | 2021                                   | Heinola                                | Finnland                               |
| 34                                     | 2022                                   | Berchtesgaden                          | Deutschland                            |
| 35                                     | 2023                                   | Burzenin                               | Polen                                  |
| 36                                     | 2024                                   | Zvolen                                 | Slowakei                               |

Die erste „INTERFOB“ wurde noch als „FOB“ („Formations du Bois“) im Jahre 1988 von drei französischen Hochschulen als Sportwettbewerb ausgetragen. Die „FOB“ wurde 1987 von der ENSTIB in Épinal gegründet, welche 1988 die erste Ausgabe der FOB in Épinal veranstaltete und drei französische (Holz-)Ingenieurschulen zusammenbrachte: ESB (Nantes), ENSAM (Cluny) und ENSTIB (Épinal).
1989 erweiterte sich diese Veranstaltung zu einer europäischen Dimension und wurde zur INTERFOB umbenannt, um den internationalen Charakter zu betonen. Fortan ist diese Veranstaltung für Studierende aus europäischen Ländern den Interfobs, Inter-Formations du Bois, wodurch der Zugang zu dieser Veranstaltung für Studierende in Fachrichtungen der Forst- und Holzwirtschaft aus ganz Europa ermöglicht wurde.
Seit 1989 wurde die INTERFOB jährlich in einem anderen europäischen Land ausgetragen und von der gastgebenden Hochschule organisiert.
Für das 20. Jubiläum im Jahr 2007 kehrte die INTERFOB auch wieder an ihren ersten Austragungsort nach Épinal in den Vogesen (Frankreich) zurück.

## Teilnehmende Länder und Hochschulen der letzten Jahre
| Land                    | Hochschule |
| ----------------------- | --- |
| Bosnien und Herzegowina | Universität Banja Luka |
| Deutschland             | Berufsakademie Mosbach Fachhochschule Eberswalde Fachhochschule Hildesheim Hochschule Ostwestfalen-Lippe Hochschule Rosenheim Technische Universität Dresden Universität Göttingen Universität Hamburg |
| Finnland                | Fachhochschule Mikkeli |
| Frankreich              | ENGREF, Nancy ENSTIB, Épinal ESB, Nantes |
| Österreich              | Fachhochschule Salzburg Universität für Bodenkultur Wien |
| Polen                   | August-Cieszkowski-Agraruniversität Posen |
| Rumänien                | Universität Transilvania Brașov |
| Schweiz                 | Berner Fachhochschule Biel |
| Serbien                 | Universität Belgrad |
| Slowakei                | Technische Universität Zvolen |
| Slowenien               | Universität Ljubljana |
| Spanien                 | Technische Universität Madrid |
| Tschechische Republik   | Masaryk-Universität, Brünn |
| Ungarn                  | Universität Sopron |